# Diocesi di Valenza (Frigia)
La diocesi di Valenza (in latino Dioecesis Valentina) è una sede soppressa e sede titolare della Chiesa cattolica.

## Storia
Valenza, identificabile con Yarasli nell'odierna Turchia, è un'antica sede episcopale della provincia romana della Frigia Pacaziana nella diocesi civile di Asia. Faceva parte del patriarcato di Costantinopoli ed era suffraganea dell'arcidiocesi di Laodicea.
La diocesi non è documentata in nessuna delle Notitiae Episcopatuum del patriarcato di Costantinopoli. Le Quien tuttavia attribuisce a questa antica diocesi tre vescovi: Evagrio, che sottoscrisse la lettera che un gruppo di vescovi scrisse il 21 giugno 431 a Cirillo d'Alessandria per protestare contro la convocazione del concilio di Efeso senza attendere l'arrivo dei vescovi orientali; Basilio, che era presente al concilio detto in Trullo nel 692; e Pantaleone, che partecipò al secondo concilio di Nicea nel 787.
L'attribuzione di Basilio a questa sede è incerta; infatti l'edizione critica degli atti del concilio in Trullo riporta, tra le sottoscrizioni, 5 vescovi di nome Basilio, ma nessuno di questi apparteneva alla sede di Valenza.
Dal 1933 Valenza è annoverata tra le sedi vescovili titolari della Chiesa cattolica; il titolo finora non è mai stato assegnato.

## Cronotassi dei vescovi greci
- Evagrio † (menzionato nel 431)
- Basilio ? † (menzionato nel 692)
- Pantaleone † (menzionato nel 787)